# Seleção de Rugby Union dos Estados Unidos
A Seleção Estadunidense de Rugby Union é a equipe que representa os Estados Unidos em competições internacionais de Rugby Union. 

## Títulos
- Jogos Olímpicos (2): 1920 e 1924

## Desempenho em Copas do Mundo
| Ano  | Desempenho       | Jogos | Vitória | Empate | Derrota                              |
| ---- | ---------------- | ----- | ------- | ------ | ------------------------------------ |
| 1987 | Primeira fase    | 3     | Japão   |        | Austrália Inglaterra                 |
| 1991 | Primeira fase    | 3     |         |        | Nova Zelândia Inglaterra Itália      |
| 1995 | Não Classificado | 0     |         |        |                                      |
| 1999 | Primeira fase    | 3     |         |        | Austrália Irlanda Romênia            |
| 2003 | Primeira fase    | 4     | Japão   |        | França Escócia Fiji                  |
| 2007 | Primeira fase    | 4     |         |        | África do Sul Inglaterra Tonga Samoa |
| 2011 | Primeira fase    | 4     | Rússia  |        | Irlanda Austrália Itália             |
| 2015 | As eliminatórias |       |         |        |                                      |